# Enrique Lafourcade
Enrique Lafourcade (* 14. Oktober 1927 in Santiago de Chile; † 29. Juli 2019) war einer der wichtigsten Literaten Chiles. 
Sein Bestseller Palomita Blanca (1971) wurde in Chile millionenfach verkauft und oft zu einer Schullektüre. Lafourcade schrieb während seiner Schaffensperiode kritische Bücher über verschiedene Diktatoren Lateinamerikas, wie z. B. El Gran Taimado (1984) gegen das Militärregime Pinochets.
Lafourcade war drei Mal verheiratet und hatte drei Kinder.

## Werke (Auswahl)
Deutsch
- Das Fest des Königs Ahab („La fiesta del rey Acab“), Volk und Welt Verlag, 1968

Spanisch
- El libro de Kareen, novela, Universitaria, Santiago, 1950
- Pena de muerte, Universitaria, Santiago, 1952
- Antología del nuevo cuento chileno, Zig-Zag, Santiago, 1954; descargable legalmente desde el portal Memoria Chilena
- Asedio, Santiago: s.n., c.1956; 2 nouvelles:
  - Asedio y La muerte del poeta
- Para subir al cielo, novela, Zig-Zag, Santiago, 1958
- La fiesta del rey Acab, novela, Del Pacífico, Santiago, 1959 (Funglode Ediciones, Santo Domingo, 2013, con prólogo de Pablo Maríñez, embajador de la República Dominicana en Chile)
- Cuentos de la generación del 50, Editorial del Nuevo Extremo, Santiago, 1959; descargable legalmente desde el portal Memoria Chilena
- El príncipe y las ovejas, novela, Zig-Zag, Santiago, 1961
- Invención a dos voces, novela, Zig-Zag, Santiago, 1963
- Fábulas de Lafourcade, cuentos, Zig-Zag, Santiago, 1963
- Novela de Navidad, Zig-Zag, Santiago, 1965
- Pronombres personales, Zig-Zag, Santiago, 1967
- Frecuencia modulada, novela, Joaquín Mortiz, México, 1968
- Palomita blanca, novela, Zig-Zag, Santiago, 1971
- En el fondo, Planeta, Barcelona, 1973
- Inventario I, crónicas dominicales publicadas en El Mercurio; Nascimento, Santiago, 1975
- Tres terroristas, novela, Editorial Pomaire, Barcelona, 1976
- Buddha y los chocolates envenenados, Ediciones Universitarias de Valparaíso, 1977
- Salvador Allende, novela, Grijalbo, Barcelona, 1973
- Nadie es la patria, crónicas, Ediciones de Lafourcade, Santiago, 1980
- Animales literarios de Chile, crónicas, Ediciones de Lafourcade, Santiago, 1981
- El escriba sentado, crónicas, Ediciones de Lafourcade, Santiago, 1981
- Adiós al Führer, Bruguera Argentina, Buenos Aires, 1982
- Los refunfuños de M. de Compte Henri de Lafourchette, crónicas, Bruguera, Santiago, 1983
- Terroristas, Ediciones de Lafourcade, Santiago, 1984
- El gran taimado, novela, Bruguera, Santiago, 1984
- Carlitos Gardel mejor que nunca, crónicas, Bruguera, Santiago, 1985
- El pequeño Lafourcade ilustrado, crónicas, Universitaria, Santiago, 1985
- Los hijos del arco iris, Bruguera, Santiago, 1985
- Las señales van hacia el Sur, Planeta, Santiago, 1988
- Pepita de oro, Zig-Zag, Santiago, 1989
- Mano bendita, Planeta, Buenos Aires, 1993
- Neruda en el país de las maravillas, ensayo, Grupo Editorial Norma, 1994
- Crónicas de combate, recopilación de textos aparecidos en la columna dominical de Lafourcade en El Mercurio; LOM, Santiago, 1996
- Cuando los políticos eran inteligentes, crónicas, Planeta, Santiago, 1996
- El veraneo y otros horrores, crónicas, LOM, Santiago, 1996
- La cocina erótica del Conde de Lafourchette, LOM, Santiago, 1997
- Variaciones sobre el tema de Nastasia Filíppovna y el príncipe Mishkin, ensayo, Rananim, Santiago, 1999
- Otro baile en París, Aguilar Chilena de Ediciones, Santiago, 2000
- La concertación de la Macaca, Santiago: s.n., 2001
- Puro gato es tu noche azulada, Rananim, Santiago, 2002
- La princesa pajarito, cuentos, Rananim, Santiago, 2003; contiene 9 relatos:
  - La princesa pajarito; Fidelia y Colombina; La muerte del poeta; Odiseo; No tengo nada que contarle a Aristóteles; Se me hace que escucho cantar a Carlitos; El Tarzán; Cupertino y El marinero Cabrera
- Crónicas de Lafourcade, Rananim, Santiago, 2004
- El inesperado, novela, recreación de los últimos años de Arthur Rimbaud; LOM, Santiago, 2004
- Los potos sagrados, Puerto de Palos, Santiago, 2006